# Micromelopus
Micromelopus is een kevergeslacht uit de familie van de boktorren (Cerambycidae). De wetenschappelijke naam van het geslacht werd voor het eerst geldig gepubliceerd in 1885 door Quedenfeldt.

## Soorten
Micromelopus is monotypisch en omvat slechts de volgende soort:
- Micromelopus punctipennis Quedenfeldt, 1885